# Rzeki w Irlandii
Artykuł przedstawia listę rzek w Irlandii. 

## Rzeki wIrlandii
W Irlandii jest około 300 rzek. Niektóre są długie np. rzeka Shannon (360,5 kilometrów), a inne jak np. rzeka Corrib (6 km), krótkie.
Wiele z dłuższych irlandzkich rzek ma dopływ do morza, wzdłuż trasy o dość ograniczonym nachyleniu. W rezultacie rzeki te są dość powolne. Kiedy w ich górnym biegu występują przedłużające się opady deszczu, woda może wypływać w dół rzeki, zalewając sąsiednie obszary. 
Najdłuższą rzeką Irlandii jest Shannon, która swój początek ma na górze Cuilcagh w hrabstwie Cavan. Ze swoimi dopływami, zwłaszcza rzekami Suck, Inny i Brosna oraz Fergus i Maigue, które wpływają do ujścia, drenuje ponad 15 700 kilometrów kwadratowych środkowej Irlandii. Jej całkowita długość wynosi 360,5 km, w tym około 102,2 km to wpływy.
Przez pierwszych dziesięć kilometrów do Lough Allen rzeka Shannon ma spadek około 500 metrów, ale na środkowym odcinku 120 km, między Lough Boderg i Lough Derg, spadek wynosi poniżej dziewięciu metrów, jednocześnie otrzymując dopływ wody rzek: Ssij, Inny i Brosna. Nic dziwnego, że ta część Shannon, która obejmuje słynne Shannon Callows, na południe od Athlone i starożytne klasztorne miejsce Clonmacnoise, jest narażona na poważne powodzie zimowe, które do tej pory okazały się trudne do kontrolowania.
Wszystkie inne rzeki mają mniej niż 200 km długości, a najdłuższą z nich jest River Barrow (192 km). 
Rzeki Main i Blackwater (w Ulster) oraz Bann odwadniają obszar o powierzchni ponad 5800 kilometrów kwadratowych na północnym wschodzie. 
Natomiast na południowym wschodzie, Barrow, Nore i Suir odwadniają obszar o powierzchni ponad 5000 km².
Na północy znajduje się rzeka Erne, odwadniająca 4400 km² powierzchni.
Dla porównania, rzeki wpływające do największych miast odprowadzają wodę ze znacznie mniejszych obszarów: Liffey (126 km długości), Lagan (60 km) i Lee (90 km) mają dorzecza poniżej 1500 km².

### Najdłuższe rzeki w Irlandii
| Nr. | Nazwa rzeki                    | Odległość   |
| --- | ------------------------------ | ----------- |
| 1   | Shannon                        | 360,5 km    |
| 2   | Barrow                         | 192 km      |
| 3   | Suir                           | 184 km      |
| 4   | Blackwater (prowincja Munster) | 168 km      |
| 5   | Bann                           | 159 km      |
| 6   | Nore                           | 140km       |
| 7   | Suck                           | 133 km      |
| 8   | Liffey                         | 132 km      |
| 9   | Erne                           | ok.129,2 km |
| 10  | Foyle                          | 129 km      |
| 11  | Slaney                         | 117 km      |
| 12  | Boyne                          | 113 km      |
| 13  | Moy                            | 101 km      |
| 14  | Clare                          | 93 km       |
| 15  | Blackwater (prowincja Ulster)* | 92 km       |

*Tabela dotyczy także Irlandii Północnej

### A
- Aghinrawn

- Agivey
- Altalacky
- Annacloy
- Annascaul
- Annalee
- Arney
- Aughrim
- Avoca
- Avonbeg
- Avonmore
- Awbeg

### B
- Ballinderry
- Ballycassidy
- Ballynahinch
- Ballynahatty
- Bandon
- Bann1
- Bann2
- Bannagh
- Barrow
- Black
- Blackwater3
- Blackwater 4
- Blackwater 5
- Blackwater 6
- Boyne
- Boyle
- Bracken, Balbriggan
- Bride
- Brosna
- Burntollet
- Bush

### C
- Callan
- Camac
- Camlough
- Camowen
- Carey
- Carrowbeg
- Carryduff
- Castletown
- Cladagh
- Clady
- Clanrye
- Clare
- Colebrooke
- Corrib
- Cregg
- Crumlin
- Cumber

### D
- Dall
- Dalua
- Dargle
- Deel
- Dennett
- Derg
- Dervock
- Derry
- Dodder
- Doonbeg
- Drish
- Drumquin
- Drumragh
- Duff
- Dun

### E
- Enler
- Erkina
- Erne
- Eske

### F
- Fane
- Farset
- Faughan
- Feale
- Fergus
- Finn
- Foyle
- Fury

### G
- Garavogue
- Glen
- Glenariff
- Glendergan
- Glenelly
- Glenmornan
- Goul
- Gweebarra

### J
- John's

### K
- Keady
- Kells
- Kilbroney
- Kings

### L
- Lagan
- Laune
- Lee
- Liffey

### M
- Maigue
- Maine
- Mourne
- Mourne Beg
- Moy
- Moyola

### N
- Newry
- Nore

### O
- Owenbrean
- Owenreagh
- Owenkillew
- Owenroe
- Oona

### P
- Poddle

### Q
- Quiggery
- Quoile

### R
- Reelan
- Robe
- Roe
- Roogagh
- Roughty

### S
- Shannon
- Shimna
- Sillees
- Silver
- Six Mile Water
- Slaney
- Sruh Croppa
- Stoneyford
- Strule
- Suck
- Suir
- Swilly
- Swanlinbar (także znane jako Cladagh)

### T
- Tall
- Tar
- Tempo
- Termon
- Three Arches
- Threemilewater
- Tolka
- Torrent

### U
- Upper Ballinderry

### V
- Vartry

1- Chodzi o Irlandię Północną
2- Chodzi o Wexford
3- W Kerry
4  - W Munster
5 - W Ulster
6 - W Meath